# Ducado de Orleans
El ducado de Orleans (en francés: Duché d'Orléans) es uno de los títulos más importantes de la nobleza francesa, por remontarse su origen hasta el siglo XIV, cuando fue creado por el rey Felipe VI de Francia. Príncipes de sangre (francés: princes du sang), el título de duque de Orleans se atribuía a algún príncipe de la familia real, por lo que constituía una línea secundaria en la sucesión al trono.
Durante el antiguo régimen, el titular del ducado era una figura política importante. Los Orleans subieron al trono con Luis XII en el siglo XV y Luis Felipe en el siglo XIX. Los descendientes de la familia son los pretendientes orleanistas al trono, y candidatos a él en caso de una restauración monárquica en Francia. El poseedor del título usaba el tratamiento de alteza serenísima.

## Duques de Orleans de lacasa de Valois

### Primera creación
- 1344-1375: Felipe de Valois, duque de Orleans (1336-1376), hijo de Felipe VI de Francia.

### Segunda creación
- 1392-1407: Luis I de Orleans (1372-1407), hijo de Carlos V de Francia.
- 1407-1465: Carlos I de Orleans (1391-1465).
- 1465-1498: Luis II de Orleans (1462-1515), rey de Francia como Luis XII de Francia desde 1498.

### Tercera creación
- 1522-1545: Carlos II de Orleans (1522-1545) hijo de Francisco I de Francia.

### Cuarta creación
- 1549-1550: Luis III de Orleans (1549-1550) hijo del rey Enrique II de Francia, nombrado duque de Orleans desde su nacimiento.
- 1550-1560: Carlos III de Orleans (1550-1574) hijo del rey Enrique II de Francia. Reinó como Carlos IX desde 1560.
- 1560-1574: Enrique, duque de Orleans (1551-1589) hijo de Enrique II de Francia. Duque de Orleans desde 1560. Reinó como Enrique III sucediendo a su hermano Carlos IX.

## Duques de lacasa de Borbón
- 1607-1611: Nicolás Enrique de Francia (1607-1611), hijo de Enrique IV de Francia.
- 1626-1660: Gastón I (1608-1660) hijo de Enrique IV de Francia.

### Duques de lacasa de Orleans
- 1660-1701: Felipe I de Orleans (1640-1701) hijo del rey Luis XIII de Francia.
- 1701-1723: Felipe II de Orleans (1674-1723), hijo del anterior y regente de Luis XV de Francia.
- 1723-1752: Luis IV de Orleans (1703-1752) hijo del anterior.
- 1752-1785: Luis V de Orleans (1725-1785) hijo del anterior.
- 1785-1793: Felipe III de Orleans (1747-1793) hijo del anterior, renunció a su título en 1792, tomando el nombre de "Felipe Igualdad".
- 1793-1830: Luis Felipe I de Orleans (1773-1850) hijo del anterior. Rey de los franceses de 1830 a 1848 como Luis Felipe I de Francia.

## Título de lamonarquía de julio
- 1830 - 1842: Fernando Felipe de Francia (1810-1842) hijo del anterior.
- 1842 - 1894: Felipe IV de Orleans (1838-1894) hijo del anterior.

## Comotítulo de cortesía
- 1894 - 1926: Luis Felipe Roberto, duque de Orleans.
- a título póstumo en 1960: Francisco de Orleans, hijo de Enrique de Orleans, conde de París
- desde 1969: Jaime de Francia, duque de Orleans.